# Mark Schepp
Mark Schepp (* 26. Juni 1983 in Gießen) ist ein deutscher Fernsehmoderator.

## Leben und Wirken
Schepp war Schüler der Johannes-Hess-Schule und des Aventinus Gymnasiums in Burghausen. Im Jahre 2003 machte er sein Abitur. Neben der Schule jobbte er bei einem lokalen Radiosender. Anschließend begann er eine Ausbildung zum Hörfunkredakteur. Er wurde als Moderator der Sendung My Pokito, einer Live-Show für Jugendliche und Kinder, vom Sender RTL II engagiert. Ebenso arbeitete er im Internet-TV unter anderem für Welt der Wunder und erstellte Multimediabeiträge bei Radiosendern. Zudem ist er seit 2006 freier Sprecher für Werbung und Kurzfilme in unterschiedlichen Bereichen. Er erhielt ebenfalls einige Synchronnebenrollen beim Fernsehsender ProSieben. Mark Schepp lebt in Nürnberg.

## Auszeichnung
- Medienpreise für Meteorologie 2009 (als Moderator der Wetterschaltungen bei Radio Hitwelle in der Kategorie "Beste Wetterpräsentation Hörfunk")

## Moderationstätigkeiten
- 2005–2006: Moderation bei Regionalfernsehen Oberbayern
- 2008–2010: My Pokito (RTL II)
- 2012: Welt der Wunder (Internet-TV)
- seit 2013: TOGGO Tour (Super RTL)
- seit 2013: AAAAH! - DAS ACHTERBAHNQUIZ (Super RTL)
- seit 2013: Toggo Winterspaß (Super RTL)
- seit 2013: WOW – Die Entdeckerzone (Super RTL)
- seit 2014: Voll Toggo! Das Quiz! (Super RTL)
- 2015: Toggo Reisespaß (Super RTL)
- aktuell: Planet Radio (meist am Wochenende)[1]